# Al-Hawasz (Hims)
Al-Hawasz (arab. الحواش) – miasto w Syrii, w muhafazie Hims. W 2004 roku liczyło 4067 mieszkańców.